# Perseguição ao Goeben e Breslau
A perseguição ao Goeben e Breslau foi uma ação naval ocorrida no início da Primeira Guerra Mundial entre forças do Reino Unido sob o comando do almirante sir Berkeley Milne contra aquelas da Alemanha sob o comando do vice-almirante Wilhelm Souchon. Ela ocorreu entre os dias 4 e 10 de agosto de 1914 no Mar Mediterrâneo e Mar Egeu quando elementos da Frota do Mediterrâneo britânica tentaram interceptar as duas emabrcações da Divisão do Mediterrâneo alemã. 
O cruzador de batalha SMS Goeben e o cruzador rápido SMS Breslau da Marinha Imperial Alemã ficaram presos no Mediterrâneo com o início da guerra e assim foram instruídos a navegar para Constantinopla, no Império Otomano. Forças britânicas foram enviadas atrás deles, mas inicialmente não atacaram porque na época o Reino Unido e a Alemanha ainda não estavam em guerra. Os alemães reabasteceram na Itália e escaparam por uma mistura de ordens contraditórias, cautela e recusa por parte de Milne de acreditar que eles estavam realmente seguindo para Constantinopla.
O Goeben e Breslau foram transferidos para a Marinha Otomana ao chegarem e renomeados para Yavuz Sultan Selim e Midilli, respectivamente, mas mantiveram suas tripulações. Alguns meses depois foram usados para bombardear portos russos no Mar Negro, forçando a entrada da Rússia na guerra. Do lado britânico, Milne e seu subordinado, o contra-almirante Ernest Troubridge, tiveram suas carreiras praticamente encerradas pelo fracasso em pegar os alemães.

## Antecedentes

### Alemanha
A Primeira Guerra Balcânica começou em outubro de 1912 e no mês seguinte o Estado-Maior alemão determinou que uma presença naval no Mar Mediterrâneo era necessária para que a Alemanha projetasse poder na região. Enquanto isso, o Império Otomano solicitou ajuda dos signatários do Tratado de Berlim por uma frota internacional contra o risco do Exército Búlgaro que avançava em direção da capital Constantinopla. Nove países enviariam navios a fim de protegerem seus interesses. O almirante Alfred von Tirpitz sugeriu o envio das embarcações mais novas: o cruzador de batalha SMS Goeben, que estava em testes marítimos, e o cruzador rápido SMS Breslau, que tinha recentemente terminado seus testes. O imperador Guilherme II concordou e assim o Breslau deixou Kiel em 5 de novembro, com o Goeben deixando Wilhelmshaven no dia seguinte. Chegaram em Constantinopla no dia 15. As forças búlgaras tinham avançado até Çatalca, mas o Exército Otomano conseguiu proteger a capital. A frota internacional permaneceu na cidade até a virada do ano.
Na época, a Marinha Imperial Alemã operava principalmente em suas águas territoriais, com a exceção de uma frota que protegia suas colônias no Extremo Oriente e alguns cruzadores rápidos que partiam em viagens diplomáticas pelo mundo. O fato da Alemanha colocar uma pequena força naval no Mediterrâneo não incomodou Reino Unido e França, pois suas principais preocupações navais na região eram contra a Itália e Áustria-Hungria. Britânicos e franceses firmaram um acordo em 10 de fevereiro de 1913 que estabelecia que, em caso de guerra contra a Alemanha, a responsabilidade por proteger o Mediterrâneo ficaria principalmente com a Marinha Nacional Francesa, enquanto a Marinha Real Britânica protegeria o Canal da Mancha e o litoral francês do Oceano Atlântico. Navios britânicos no Mediterrâneo ficariam sob comando francês se necessário. Além disso, ambos poderiam usar as bases navais do outro.
O Goeben e Breslau visitaram vários portos a partir de abril de 1913, com a Divisão do Mediterrâneo sendo reforçada nessa época pelos cruzadores rápidos SMS Strassburg e SMS Dresden. A Segunda Guerra Balcânica começou em junho e os navios permaneceram na região. O Strassburg e Dresden voltaram para casa ao final deste conflito, enquanto o vice-almirante Wilhelm Souchon assumiu o comando da formação em 23 de outubro. A partir de então Souchon começou a avaliar como causar o máximo de impacto na região em caso de guerra, coletando informações sobre diversos assuntos como canais, correntes marítimas e áreas de ancoragem. O Goeben e Breslau continuaram suas atividades e visitaram aproximadamente oitenta portos no Mediterrâneo. A Alemanha demonstrava seu poder durante essas visitas ao mesmo tempo que coletava inteligência em preparação para uma guerra. Os esforços de Souchon levaram os Estados-Maior alemão e austro-húngaro a prepararem sinais, códigos, símbolos de reconhecimento e planos táticos em comum. A Divisão do Mediterrâneo fez uma visita de rotina a Constantinopla em 22 de maio e 150 marinheiros voluntariamente ajudaram a combater um incêndio que começou em um edifício do porto. Três morreram e outros quatro ficaram feridos, com os funerais dos mortos atraindo grande público.
Souchon enviou uma mensagem a Tirpitz em maio de 1914 mencionando problemas nas caldeiras do Goeben e afirmando que o navio ficaria impróprio para navegar em dois meses. A Marinha Imperial pretendia substituir o Goeben por seu irmão SMS Moltke em outubro, porém isto se tornou impossível depois do assassinato do arquiduque Francisco Fernando da Áustria em 28 de junho e o subsequente aumento das tensões entre as grandes potências. Souchon avaliou imediatamente depois do assassinato que a guerra era iminente. O Goeben e o Breslau eram as únicas forças navais alemãs no Mediterrâneo. A missão da divisão em caso de conflito seria interceptar navios de transporte de tropas franceses vindos da Argélia. Consequentemente, Souchon ordenou que seus navios fossem para Pola, na Áustria-Hungria, a fim de passarem por reparos. Engenheiros foram enviados da Alemanha para trabalharem nas embarcações. Os reparos foram concluídos rapidamente em meados de julho, com 4 460 tubos de caldeiras do Goeben tendo sido substituídos, dentre outros consertos. Os navios então foram para Trieste, em seguida navegaram para os portos argelinos de Bône e Philippeville.

### Império Otomano
O governo otomano começou em 1909 a fazer planos sérios para comprar navios de guerra de estaleiros estrangeiros com o objetivo de fortalecer a Marinha Otomana e fazer frente à cada vez mais poderosa Marinha Real Helênica, especialmente diante do recém adquirido cruzador blindado Georgios Averof. Como solução temporária, os otomanos compraram em 1910 da Alemanha dois couraçados pré-dreadnought obsoletos da Classe Brandenburg, que se tornaram o Barbaros Hayreddin e Turgut Reis.

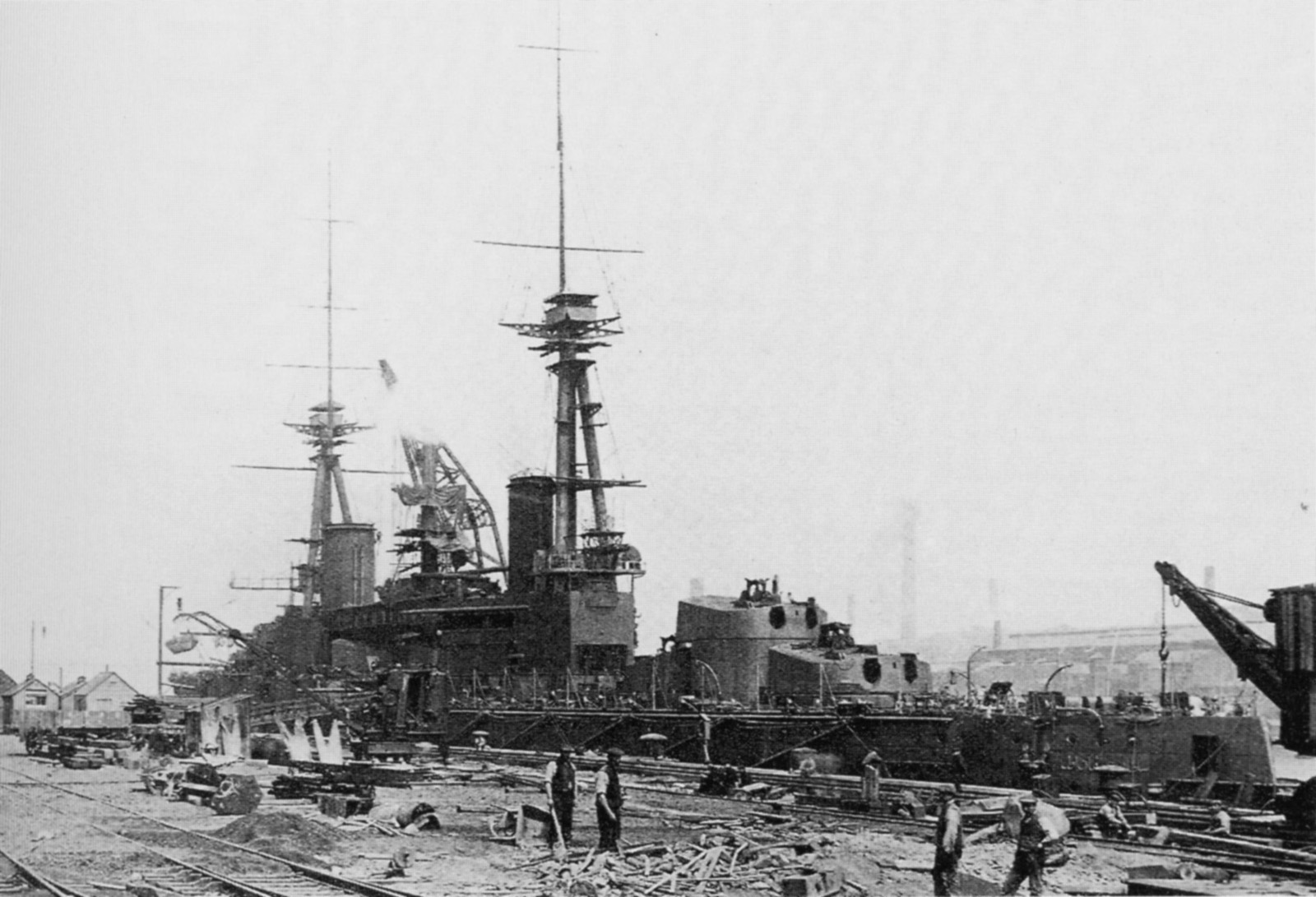
Sultan Osman-ı Evvel nos estágios finais de equipagem; sua tomada junto com a do Reşadiye muito enfureceu o governo e público otomanos

O governo otomano entrou em negociações com o estaleiro britânico Vickers em 1911 para a construção de dois douraçados. Douglas Gamble, que tinha anteriormente atuado como consultor naval para os otomanos, preparou dois projetos. O primeiro foi encomendado em 8 de junho originalmente com o nome de Mehmed Reşad V e depois alterado para Reşadiye durante a construção. Em resposta, a Marinha Real Helênica encomendou no ano seguinte o couraçado Salamis de um estaleiro alemão. Os otomanos, por sua vez, retomaram um esforço para comprar o couraçado Rio de Janeiro da Marinha do Brasil, então ainda em construção. Um acordo de compra foi fechado em janeiro de 1914 e o navio foi renomeado para Sultan Osman-ı Evvel. Enquanto isso, durante a Guerra Ítalo-Turca de 1912, o Reino Unido forçou o Egito, até então um afiliado do Império Otomano, a se neutralizar, com os otomanos enfrentando problemas sérios de transporte de tropas por terra e mar. A Itália também capturou as ilhas do Dodecaneso. O início da Primeira Guerra Balcânica forçou os otomanos a assinarem um acordo de paz com os italianos em 18 de outubro de 1912, perdendo a Líbia.
A crescente tensão internacional após o assassinato de Francisco Fernando fez os britânicos considerarem tomar os navios otomanos. Pelos termos do contrato, o Reino Unido tinha o direito de comprar os couraçados em caso de emergência nacional, porém não era provável que os otomanos aceitassem. O governo otomano tinha pago seis milhões de libras esterlinas pelos dois navios, com parte deste dinheiro vindo de um empréstimo de bancos franceses e a outra de doações arrecadadas do público otomano e impostos. A compra dos couraçados era uma questão nacional. O Reşadiye ficou pronto no início de julho de 1914, entretanto, apesar do governo britânico afirmar que os navios seriam entregues, os estaleiros foram instruídos a não terem pressa. O Reino Unido adiou oficialmente a entrega dos dois no dia 21. Winston Churchill, o Primeiro Lorde do Almirantado, ordenou em 29 de julho que a Marinha Real Britânica impedisse os otomanos de subirem a bordo dos couraçados, com estes sendo oficialmente tomados por marinheiros britânicos dois dias depois. Estas ações foram ilegais porque o Reino Unido ainda não estava em guerra. O embaixador britânico em Constantinopla informou os otomanos da tomada do Reşadiye e Sultan Osman-ı Evvel em 3 de agosto. Churchill, na esperança de reduzir os danos na relação entre os dois países, prometeu entregar os dois navios ao final da guerra ou devolver seu valor, mais pagar mil libras por cada dia que eles fossem usados pela Marinha Real sob a condição do Império Otomano se manter neutro no conflito. Isto foi recusado. A tomada dos navios causou grande indignação no povo otomano, algo usado por İsmail Enver, Mehmed Talat e outros ministros pró-alemães para reunir apoio popular a favor das Potências Centrais.

## Ação

### Primeiro contato
O Goeben deixou Pola em 29 de julho e se encontrou em 1º de agosto com o Breslau, que estava ancorado em Brindisi, na Itália, mesmo dia que a Alemanha declarou guerra contra a Rússia. Os dois estavam com pouco carvão, mas os italianos não estavam dispostos a reabastecê-los, alegando que o mar estava muito agitado. Souchon interpretou isso como a Itália querendo deixar a Tríplice Aliança, assim foi para Messina. Ao chegarem os italianos declararam sua neutralidade e se recusaram a fornecer carvão. Os navios então reabasteceram aproximadamente duas mil toneladas de carvão de navios mercantes alemães. Souchon sabia que uma guerra contra a França estava prestes a ser declarada e assim posicionou suas embarcações perto do litoral africano para poder atacar navios de transporte entre a Argélia e Toulon. Ele planejava bombardear os portos de Bône e Philippeville assim que a guerra fosse declarada. Os alemães deixaram Messina na noite de 2 de agosto, com Goeben indo para Philippeville e o Breslau para Bône.
Três esquadras da Marinha Nacional Francesa foram encarregadas de proteger os navios de transporte. Enquanto isso, o almirante sir Berkeley Milne, o comandante da Frota do Mediterrâneo britânica, foi instruído pelo Almirantado em 30 de julho a ajudar a proteger os navios de transporte franceses e estar preparado para enfrentar embarcações alemãs. Já em 2 de agosto veio a ordem de seguir o Goeben com dois cruzadores de batalha. Milne designou o contra-almirante Ernest Troubridge para monitorar a saída do Mar Adriático com uma esquadra composta pelos cruzadores de batalha HMS Indomitable e HMS Indefatigable, quatro cruzadores blindados, um cruzador rápido e oito contratorpedeiros. Entretanto, os alemães já tinham deixado o Adriático. No mesmo dia, a embaixada britânica em Tarento informou que o Goeben e Breslau tinham sido avistados, com o Almirantado interpretando que eles tentariam  sair para o Atlântico e atacar navios mercantes britânicos. O Indomitable e o Indefatigable se separaram dos restantes e foram para Gibraltar. Uma mensagem foi recebida em 3 de agosto dizendo que uma guerra contra a Alemanha era iminente e que o "Goeben deve ser monitorado e acompanhado na saída do Adriático". Milne deveria proteger os transportes franceses, manter os austro-húngaros no Adriático, impedir que o Goeben e Breslau fossem para o Atlântico e capturá-los e afundá-los.
O almirante Augustin Boué de Lapeyrère, comandante francês, foi informado às 18h53min que o Goeben estava fazendo transmissões de rádio próximo da Tunísia. Ele achou que os alemães poderiam atacar seus navios de transporte e assim ordenou que as travessias fossem interrompidas até que escoltas chegassem. Lapeyrère foi informado às 1h30min do dia 3 que os alemães estavam em Messina, assim enviou às 4h00min toda a frota francesa para o sul, em direção da Argélia. O principal objetivo da Marinha Nacional era proporcionar a segurança necessária para a travessia de suas tropas para a Europa o mais rápido possível. Lapeyrère pensou que poderia lidar com os alemães se necessário, mas mesmo assim interrompeu as travessias de tropas por alguns dias como precaução, pois não queria que navios cheios de soldados fossem atacados.

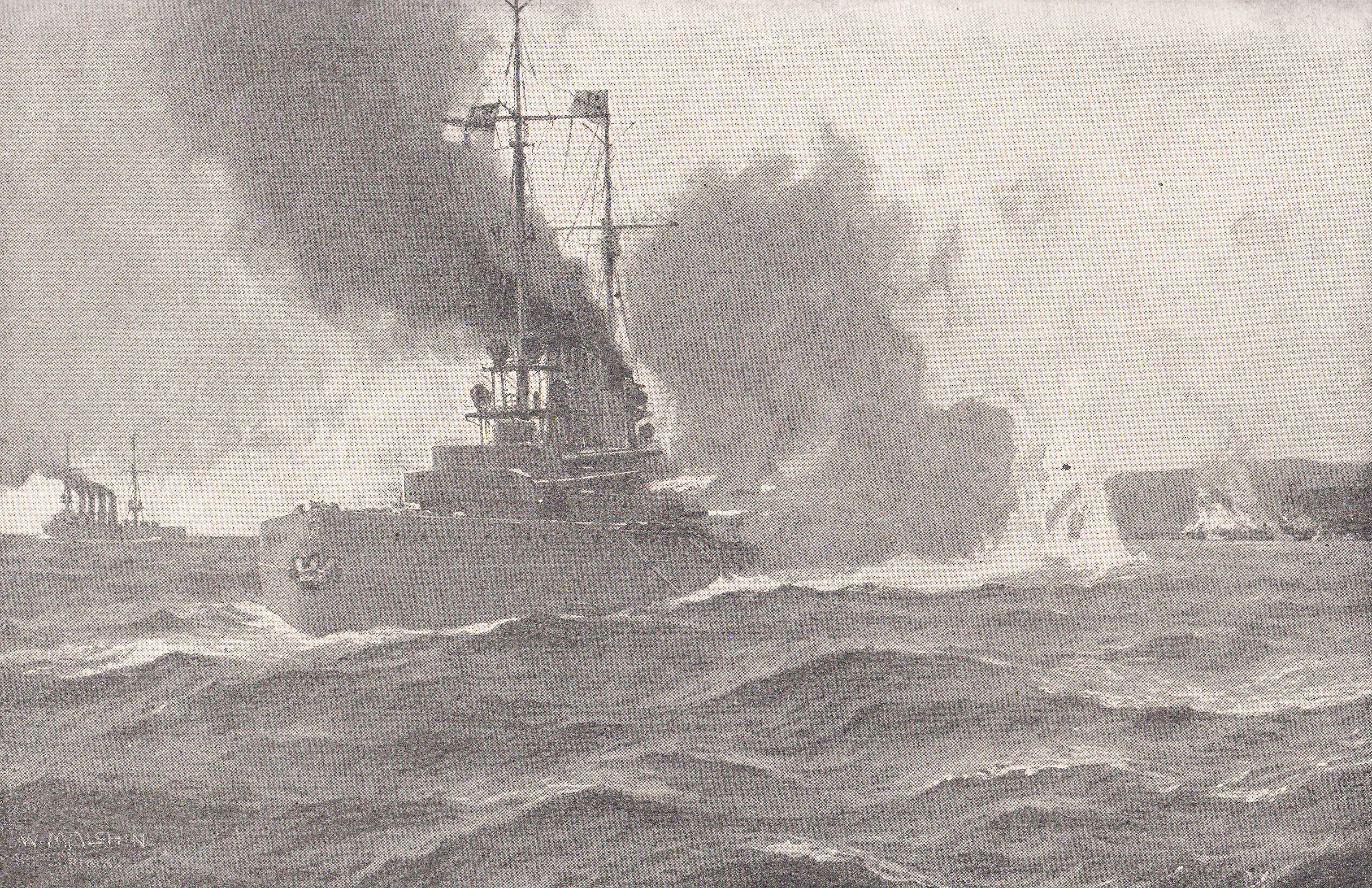
Ilustração de Wilhelm Malchin do Goeben e Breslau bombardeando Philippeville, na Argélia

Souchon, enquanto navegava com seus navios secretamente para o oeste, foi informado por rádio às 18h00min de 3 de agosto que a Alemanha tinha declarado guerra contra a França. O Goeben e Breslau estavam se aproximando do litoral argelino na madrugada do dia 4 quando receberam uma mensagem de Tirpitz às 2h35min que dizia: "Aliança com o Comitê para a União e o Progresso foi concluída em 3 de agosto. Seguir para Constantinopla". Os navios nesta altura estavam muito próximos de seus alvos e assim Souchon escolheu ignorar temporariamente essas ordens e prosseguir com o planejado bombardeio. Os dois hastearam a bandeira da Rússia para que não fossem reconhecidos enquanto se aproximavam dos seus alvos, realizando um rápido bombardeio de meia hora ao amanhecer. Os Goeben e Breslau em seguida se reencontraram e partiram para Messina a fim de comprarem carvão.
Milne não tinha ideia de onde os alemães estavam até o bombardeio de Philippeville e Bône. Alemães e britânicos estabeleceram o primeiro contato uns com os outros às 9h30min de 4 de agosto. O Indomitable e o Indefatigable estavam navegando para oeste a 22 nós (41 quilômetros por hora) quando passaram a oito quilômetros de distância do Goeben e Breslau, que estavam navegando na direção oposta a vinte nós (37 quilômetros por hora). Diferentemente da França, o Reino Unido ainda não estava em guerra contra a Alemanha, assim nenhum dos lados entrou em combate, mas os britânicos deram a volta e começaram a seguir os alemães a uma distância de dez quilômetros, também notificando o Almirantado. O Goeben e o Breslau tentaram aumentar suas velocidades para aumentar a distância. Os britânicos seguiram os dois por seis horas, mas acabaram ficando para trás depois dos alemães terem aumentado suas velocidades. Milne relatou sua posição, mas não informou que o Goeben e Breslau estavam navegando para leste, contrariando as expectativas. Churchill, achando que eles iriam atacar navios de transporte franceses, deu permissão para Milne atacar caso isso de fato ocorresse. Uma reunião do gabinete britânico determinou evitar combate até uma declaração de guerra ser feita, consequentemente Churchill retirou sua permissão de ataque às 14h05min.
Apesar do Goeben ser capaz de alcançar 27 nós (cinquenta quilômetros por hora), ele só conseguia chegar a 24 nós (44 quilômetros por hora) por causa dos problemas de suas caldeiras. Esta velocidade só era possível se as máquinas fossem utilizadas até o limite e os marinheiros fizessem o maior esforço possível. Quatro tripulantes da sala de caldeiras acabaram queimados até a morte pelo vapor quente durante a perseguição. O Indomitable e Indefatigable também estavam com problemas em suas caldeiras e não conseguiram acompanhar a velocidade dos alemães. À tarde o tempo começou a fechar no Mediterrâneo. O cruzador rápido HMS Dublin se juntou aos cruzadores de batalha às 15h00min e navegou à estibordo do Goeben por algum tempo. Os alemães desapareceram em um nevoeiro às 15h45min, enquanto quinze minutos depois eram apenas um traço no horizonte. O Indomitable e Indefatigable ficaram para trás no decorrer das horas seguintes enquanto apenas o Dublin mantinha contato visual. Este também os perdeu de vista às 19h37min próximo do Cabo San Vito, no litoral norte da Sicília, por conta da escuridão e um nevoeiro. Milne ordenou às 21h52min que o Dublin abandonasse a perseguição. O almirante recebeu às 1h15min da madrugada de 5 de agosto uma mensagem que dizia que a guerra tinha sido oficialmente declarada entre Reino Unido e Alemanha.

### Perseguição

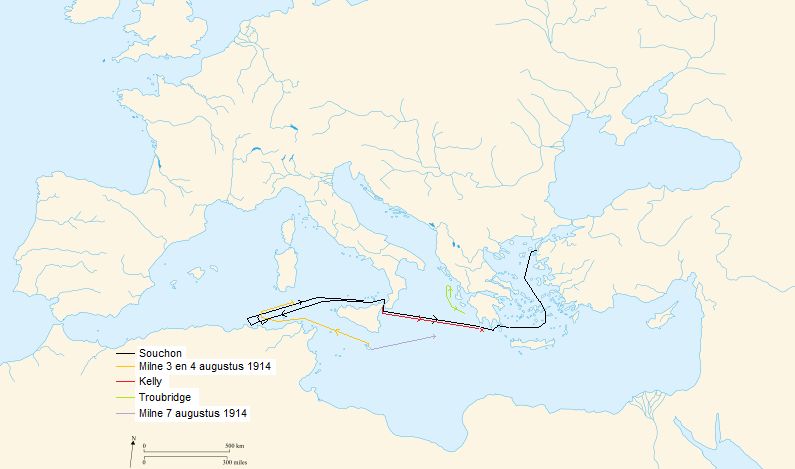
Rota seguida por alemães e britânicos na perseguição

O Goeben e Breslau chegaram em Messina na madrugada de 5 de agosto, mas este não era um local seguro. Os britânicos colocaram navios próximos das saídas do porto e as autoridades italianas insistiram que os alemães partissem em 24 horas de acordo com as regras internacionais de neutralidade, também atrasando o fornecimento de carvão. A fim de acelerar o reabastecimento, carvão foi transferido de navios alemães mercantes ancorados no porto. Carvoeiros italianos chegaram durante à tarde, mas apenas 1,4 mil toneladas puderam ser carregadas, mesmo com os esforços dos tripulantes e de quatrocentos voluntários dos navios mercantes. Este montante não era o suficiente para chegar em Constantinopla.
Tirpitz enviou outras mensagens dizendo que a Áustria-Hungria não poderia ajudá-los no Mediterrâneo e que o Império Otomano ainda era neutro, impossibilitando ir à Constantinopla. Souchon mesmo assim decidiu continuar com seu plano original já que sua outra alternativa seria rumar para Pola e talvez ficar preso no Adriático pelo restante da guerra. Seu objetivo era "forçar o Império Otomano a ampliar a guerra ao Mar Negro contra seu antigo inimigo, a Rússia, mesmo que eles não quisessem". O comando naval alemão enviou outra mensagem às 11h00min informando que não era apropriado seguir para Constantinopla por vários motivos, que a Marinha Austro-Húngara não proporcionaria apoio ativo e que Souchon poderia por conta própria decidir para onde ir. Ele planejou partir do porto às 17h00min caso não houvesse inimigos por perto, virar para o norte em direção do Adriático e, depois de escurecer, virar para o sudeste, fugindo do inimigo e tentando alcançar um carvoeiro grego no Mar Egeu. O Goeben e o Breslau deixaram Messina pela saída sul do porto no horário planejado na noite de 6 de agosto, estando prontos para o combate.
Milne foi ordenado a respeitar a neutralidade italiana e permanecer em águas internacionais a seis milhas náuticas (onze quilômetros) de distância do litoral italiano, bloqueando a saída do Estreito de Messina. Ele ainda acreditava que os alemães iriam navegar para o oeste em direção do Atlântico e atacar os transportes franceses, assim colocou seus navios mais poderosos, o Indefatigable e o cruzador de batalha HMS Inflexible, na saída norte do estreito, enquanto na saída sul deixou apenas o cruzador rápido HMS Gloucester. O Indomitable foi enviado para Bizerta, na Tunísia, a fim de reabastecer. O restante dos navios foram posicionados mais ao oeste da Sicília, assim Milne pretendia usar um poder de fogo superior para enfrentar os alemães a partir de um aviso prévio de seus cruzadores de batalha. Esse plano foi aprovado pelo Almirantado.
Milne também foi instruído no dia 5 a observar a frota austro-húngara no Adriático e impedir que os alemães fossem para lá. Ele enviou o Dublin para se juntar à esquadra de Troubridge na entrada do Adriático. Este foi instruído a "não entrar em contato sério com forças superiores" e também para que não entrasse em um confronto com a frota austro-húngara. O Goeben e Breslau avistaram e passaram pelo Gloucester em 6 de agosto quando saíam de Messina, mas o navio britânico não abriu fogo porque seu armamento era muito fraco. Ele começou a seguir os alemães e relatar por rádio seu curso e posição, mesmo com os esforços de interferência eletrônica do Goeben. O Gloucester relatou pela primeira vez às 22h46 que os alemães haviam mudado de rumo em direção ao sul e, pouco depois da meia-noite, que tinham virado para o sudeste em direção ao Egeu.
A esquadra de Troubridge era formada pelos cruzadores blindados HMS Defence, HMS Black Prince, HMS Warrior e HMS Duke of Edinburgh, mais oito contratorpedeiros. Eles não tinham blindagem suficiente para suportar os projéteis de 283 milímetros dos canhões principais do Goeben, com seus armamentos também tendo um alcance inferior do que os do cruzador de batalha alemão. Além disso, a blindagem do Goeben era espessa o suficiente para reduzir enormemente a chance dos britânicos infligirem alguma espécie de dano grave, mesmo caso fossem disparados à curta distância. Por fim, mesmo com as caldeiras danificadas, os alemães eram mais rápidos, significando que eles poderiam ditar a distância e velocidade do combate caso avistassem os britânicos com antecedência. Consequentemente, Troubridge considerou que sua única chance era encontrar o Goeben ao amanhecer sob condições de observação favoráveis e lançar um ataque de torpedos com seus contratorpedeiros. Ele percebeu às 4h00min de 7 de agosto que não seria capaz de interceptar os alemães antes do amanhecer. Após alguma consideração, ele informou Milne que sua intenção era abandonar a perseguição, levando em conta a ordem vaga de não enfrentar uma força superior. Troubridge só recebeu uma resposta às 10h00min, em seguida foi reabastecer na ilha de Zacinto, na Grécia.
Os alemães enquanto isso continuaram navegando para leste. Ao amanhecer avistaram a fumaça das chaminés do Gloucester e, sem saberem que os cruzadores de batalha tinham recuado, mais uma vez forçaram os motores a fim de aumentar a velocidade e a distância. Souchon achou que não seria capaz de reabastecer enquanto o navio britânico estivesse em perseguição e assim ordenou que o Breslau realizasse manobras falsas para fingir que estava lançando minas navais na esperança de assustar o Gloucester.
Milne ainda acreditava que os alemães iriam virar para o oeste e assim ordenou que o Gloucester interrompesse a perseguição. O capitão Howard Kelly, o oficial comandante do Gloucester, tinha certeza que os alemães estavam fugindo e assim decidiu atacar o Breslau na esperança de fazer o Goeben voltar para protegê-lo. O navio britânico abriu fogo às 13h05min a uma distância de 10,5 quilômetros, com o cruzador alemão respondendo imediatamente. O Gloucester aumentou a velocidade para reduzir a distância e, ao chegar a 9,1 quilômetros de distância, virou para poder disparar salvas laterais completas. Souchon então ordenou que o Goeben voltasse para ajudar, com o Gloucester recuando assim que observou essa manobra. Souchon decidiu não desperdiçar carvão e optou por não perseguir o inimigo, continuando no seu curso. Nesse breve combate o Gloucester disparou dezoito projéteis de 152 milímetros e catorze de 102 milímetros, acertando o Breslau uma vez na linha de flutuação, mas sem causar danos significativos. O Gloucester continuou seguindo-os por mais três horas, abandonando a perseguição às 16h40min por estar ficando sem combustível e por uma ordem de não ultrapassar o Cabo Matapão.

### Fuga
Milne rumou para o leste pouco depois da meia-noite de 8 de agosto com seus três cruzadores de batalha e o cruzador rápido HMS Weymouth. Ele foi informado incorretamente pelo Almirantado às 14h00min que o Reino Unido estava em guerra contra a Áustria-Hungria, mas na realidade a guerra entre os dois só seria declarada no dia 12. A informação foi corrigida quatro horas depois, mas Milne mesmo assim decidiu proteger o Adriático, indo para Malta. Ele finalmente recebeu ordens em 9 de agosto para ir atrás do Goeben. Ele deixou Troubridge na proteção do Adriático e, ainda não acreditando que os alemães estavam indo para Dardanelos, foi defender a saída do Egeu.
O Goeben e Breslau entraram no Egeu em 8 de agosto e chegaram em Denousa na madrugada do dia seguinte, reabastecendo de um carvoeiro grego no local. Os britânicos chegaram no Egeu por volta das 3h00min de 10 de agosto, mas os alemães estavam cientes graças à escutas de rádio. Souchon enquanto isso estava tentando obter permissão para ir ao Mar Negro. Ficaram ancorados até a manhã do dia 10, quando iniciaram a última etapa de sua viagem, chegando na entrada de Dardanelos às 17h00min.
A Alemanha há muito estava se aproximando do Comitê para a União e o Progresso, que era na época o poder ativo do Segundo Período Constitucional Otomano. O governo alemão usou sua influência no comitê para pressionar Enver, o ministro da guerra, permitir a passagem dos navios por Dardanelos. Isto enfrentaria uma forte oposição dos russos, pois o estreito era a única rota marítima aberta à navegação o ano inteiro para a passagem de suprimentos até a Rússia. Os alemães primeiro conseguiram persuadir Enver a ordenar que as embarcações britânicas fossem atacadas caso continuassem sua perseguição até Dardanelos. A permissão para a passagem foi transmitida em 8 de agosto ao Comando da Área Fortificada de Çanakkale por meio de um telegrama criptografado e assinado por Enver que dizia: "É possível que os navios de guerra do governo alemão chamados Goeben e Breslau tenham entrado em combate com o inimigo. Se os navios mencionados procurarem refúgio no Bósforo, permita e aceite suas entradas".

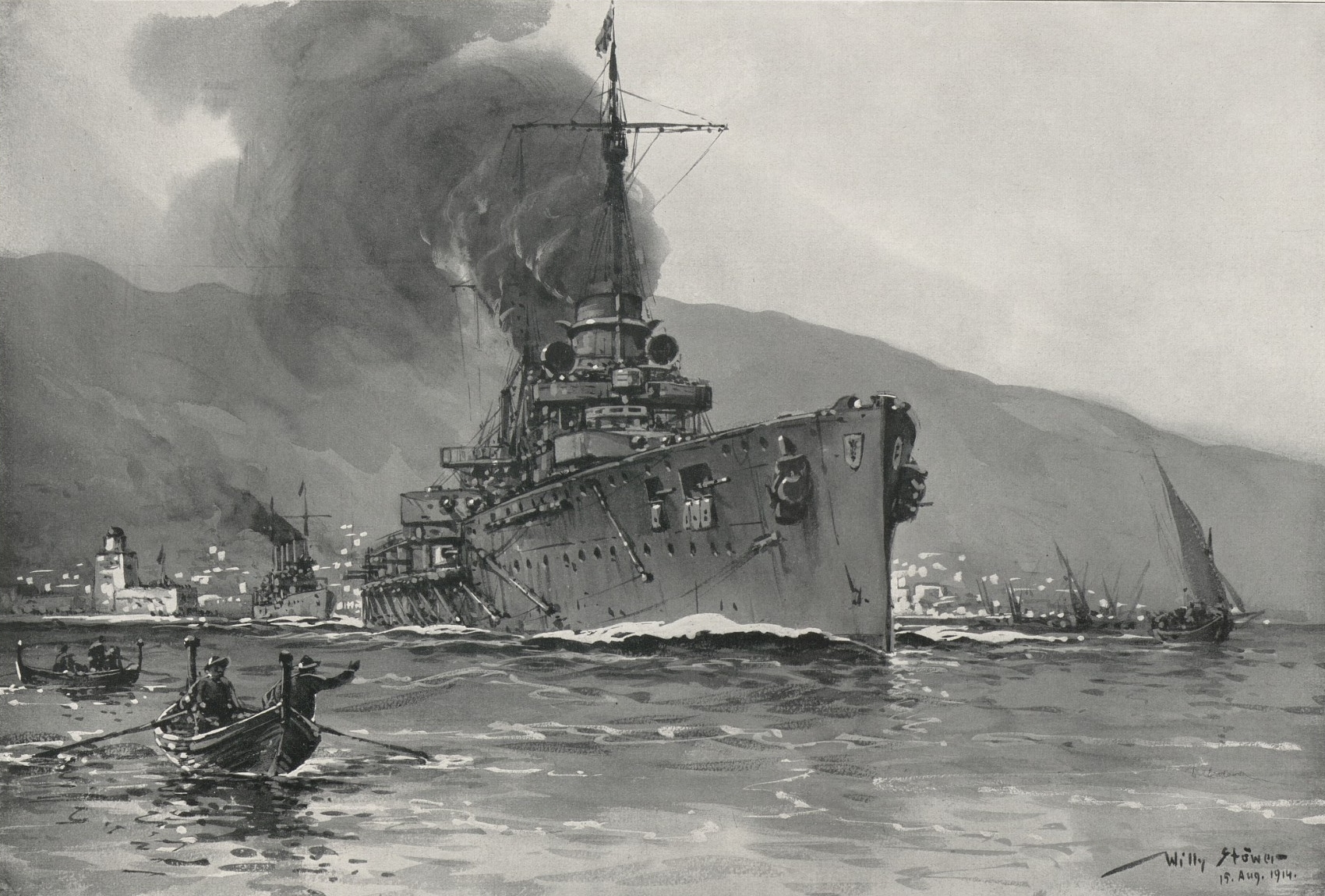
Ilustração de Willy Stöwer do Goeben e Breslau chegando em Constantinopla

As embarcações foram recebidas na entrada de Dardanelos pelo barco torpedeiro Kütahya e guiados pelos campos minados defensivos até ancorarem às 19h30min em Ponto Nagara. Ficaram esperando no local por três dias, reabasteceram em Erdek e em seguida ancoraram em Tuzla, em Constantinopla, em 16 de agosto. Isto causou protestos por parte de Rússia, França e especialmente Reino Unido. O Império Otomano ainda estava neutro na guerra e, de acordo com acordos internacionais, teria de impedir a passagem dos alemães pelo estreito. Para contornar este problema, foi relatado que eles seriam  comprados pelos otomanos pelo preço de quinhentas mil liras. O Goeben e Breslau foram incorporados à Marinha Otomana e seus nomes alterados para Yavuz Sultan Selim e Midilli. O Reino Unido mesmo assim ficou satisfeito de ter uma ameaça a menos no Mediterrâneo. A cerimônia de transferência ocorreu ainda no dia 16, quando as bandeiras alemãs foram abaixadas e a otomana hasteada, com eles tendo sido recebidos oficialmente por Ahmed Djemal, o Ministro de Assuntos Navais. Chapéus fezzes foram distribuídos para os tripulantes alemães no dia seguinte. Souchon permaneceu como comandante dos navios, enquanto os tripulantes também continuaram com suas funções.

## Consequências
A Alemanha esperava uma vitória rápida na guerra ainda em agosto e inicialmente ficou feliz pelo Império Otomano se manter neutro. Além disso, um navio como o Goeben impedia a Marinha Real Britânica de se aproximar de Dardanelos. Entretanto, a derrota alemã na Primeira Batalha do Marne em setembro e a superioridade da Rússia sobre a Áustria-Hungria aumentaram o desejo da Alemanha de ter o Império Otomano como aliado. Souchon inspecionou a frota otomana em 18 de agosto e, seguindo instruções do imperador, começou a trabalhar para trazer os otomanos para a guerra do lado alemão. Ele foi nomeado em 9 de setembro como o comandante da Marinha Otomana e iniciou um programa de treinamento rigoroso, designando um oficial alemão para cada navio e também nomeando um alemão como comodoro da frota. Iniciou em 14 de setembro esforços para levar a Marinha Otomana para o Mar Negro para exercícios, mas foi rejeitado pelo governo no dia 20. Ele renovou esse pedido diversas vezes e foi sempre rejeitado.
Enquanto isso, o Império Otomano fechou Dardanelos em 27 de setembro. Aproximadamente noventa por cento do tráfego de importação e exportação da Rússia ocorria por aquela rota, aumentando ainda mais a tensão. Souchon finalmente recebeu permissão em meados de outubro para ir para o Mar Negro e atacar os russos. O Yavuz Sultan Selim, Midilli e outros nove navios de guerra otomanos partiram em 27 de outubro e bombardearam os portos russos de Odessa, Sebastopol, Novorossisk e Teodósia. Um lança-minas e quinze navios de transporte foram afundados, enquanto um contratorpedeiro ficou seriamente danificado e um carvoeiro foi capturado. Vários tanques de petróleo e silos de grãos foram destruídos. Rússia e Reino Unido declararam guerra contra o Império Otomano em 2 de novembro, abrindo mais uma frente na Primeira Guerra Mundial.
Do lado britânico, Milne e Troubridge foram muito criticados por não terem enfrentado os alemães, especialmente depois de parecer que os navios influenciaram a entrada do Império Otomano na guerra. Milne foi removido da Frota do Mediterrâneo e nunca mais recebeu outro comando, passando o restante da guerra recebendo metade do seu salário. O Almirantado repetidas vezes enfatizou que ele fora exonerado de qualquer culpa, permitindo que se aposentasse em 1919 por vontade própria. Entretanto, a história naval oficial britânica da guerra escrita por sir Julian Corbett e publicada em 1920 criticou bastante como Milne conduziu a perseguição, fazendo o próprio escrever um livro no ano seguinte para tentar limpar seu nome. Já Troubridge também foi tirado de seu posto e nunca mais recebeu outro comando. Ele enfrentou uma corte marcial em novembro por não ter entrado em combate com os alemães, sendo "inocentado total e honrosamente" porque foi considerado que as ordens do Almirantado não foram claras o bastante.